# Плесен
Понятието плесен в микробиологията обхваща една системна разнородна група гъби (Fungi), които се причисляват към таксономичната група на аскомицетите и цигомицетите.

## Отличителни белези и разпространение
Размножаването на плесените обикновено протича по безполов начин – чрез спори, които се наричат кониди при образуващите плесен гъби. То става по два основни начина:
- образуване на спори чрез сливане на две клетки;
- образуване на спори чрез сливане на две ядра, съдържащи се в една клетка.

Първоначално от попаднала върху субстрата (средата на разпространението на плесента) спора на плесенна гъба се образува нишковидна структура, наречена мицел. Той се състои от микроскопично малки, дълги, тънки, многократно разклонени гъбени нишки хифи (от гр. Υφή – тъкан), които се разпространяват на всички страни кръгообразно (като корени на дърво). Тези хифи растат с относително голяма скорост, така че плесента нерядко бързо обхваща големи площи.
Плесента може да се намери под формата на нишковидно, меко или прахообразно, бяло, сиво, синьо-зелено, жълтеникаво, червеникаво, синкаво или черно тънко покритие върху различни субстрати. Особено забележимо е наличието им върху развалени храни (напр. хляб, плодове), влажна дървесина или по стени. Влажността на нападнатите субстанции, както и влажността на въздуха обикновено е предпоставка за образуване и разпространение на нападение от плесенни гъби. Често плесента започва да расте върху органични субстанции/вещества и предизвиква поредица от гнилостни процеси.
Всички плесенни гъби се хранят с органични молекули (напр. въглехидрати, мазнини, протеини). Заради това те се причисляват към хетеротрофните (хетеротрофия – гр.: „изхранващ се от друг“ хетерос – „чужд“, „друг“; трофия – „изхранване“) организми. Като основа за изхранване служат всички видове материали, които съдържат органични вещества, като например тези, намиращи се в изгнилите плодове, в мармаладите, в остарелия хляб, в зърнени храни, в ядките, в почвата, в дървесината, в изпражненията, в праховите частици и дори в пластмасите и кожите. Голямото разнообразие от различни видове плесени (или плесенни гъби) водят по-скоро необикновено съществуване като сапротрофи (гр. σαπρός [sapros] „гнил, изгнил“).

## Значение и разнообразие
Плесените често са патогени, но някои плесени са известни с полезното си приложение. Някои плесенни гъби имат особено значение за човека заради начина си на живот в определени екологични ниши като човешки паразити (напр. Aspergillus fumigatus), произвеждащи токсини гъби в развалени храни (напр. афлатоксини и патулин), но също и като хранителни добавки (напр. като характерната добавка за синьото сирене), биологичен източник на антибиотици (напр. пеницилин) и суровина за лекарства за намаляване на холестерина (напр. ловастатин).
Тъй като важните критерии за класификация на плесенните гъби липсват, в миналото не е било възможно това да се реализира изчерпателно спрямо една система, която да се основава на произхода и взаимовръзките между групите. В днешно време с помощта на молекулярно-генетичните методи се откриват все повече връзки между тези видове, така че предишното разделение на безполовите стадии в свой собствен раздел, т. нар. Fungi imperfecti (Deuteromycota), вече е остаряло и излязло от употреба. Заради подреждането на много видове плесенни гъби предимно въз основа на морфологични особености, класифицирането не трябва да се разглежда като окончателно. Понастоящем могат да се различат следните видове плесенни гъби:
| Acremonium                 | Dematiaceae (черни гъби) | Phoma                    |
| Alternaria                 | Eurotium                 | Rhizopus (хлебна плесен) |
| Aspergillus (водна плесен) | Fusarium                 | Scopulariopsis           |
| Aureobasidium              | Monilia                  | Stachybotrys             |
| Botrytis                   | Mucor                    | Stemphylium              |
| Chaetomium                 | Mycelia sterilia         | Trichoderma              |
| Cladosporium               | Neurospora               | Ulocladium               |
| Claviceps                  | Paecilomyces             | Wallemia                 |
| Curvularia                 | Penicillium              |                          |